# Venada advena
Venada advena är en fjärilsart som beskrevs av Paul Mabille 1889. Venada advena ingår i släktet Venada och familjen tjockhuvuden. Inga underarter finns listade i Catalogue of Life.